# カイ・カラ＝フランス
カイ・カラ＝フランス（Kai Kara-France、1993年3月26日 - ）は、ニュージーランドの男性総合格闘家。オークランド出身。シティ・キックボクシング所属。UFC世界フライ級ランキング6位。

## 来歴
子供の頃から日本の総合格闘技団体『PRIDE』が好きで、PRIDEを見て育つ。10歳から2年間ブラジリアン柔術を経験し、高校時代には小柄の体格を克服するために総合格闘技のトレーニングを始める。

### 総合格闘技
2010年11月7日、プロ総合格闘技デビュー。Facebookで見たタイガームエタイの奨学金制度のトライアウトを受け合格すると、通っていたユニテック工科大学を退学してタイへ移住。主に東南アジアや東アジアの各地を転戦して18戦12勝の戦績を残す。

#### The Ultimate Fighter
2016年8月、リアリティ番組「The Ultimate Fighter」のシーズン24に参加し、ヘンリー・セフード率いるチーム・セフードに所属。フライ級トーナメント一回戦でテレンス・ミッチェルと対戦し、開始30秒でKO勝ち。続く準々決勝でアレッシャンドリ・パントージャと対戦し、0-3の判定負け。

### RIZIN
2016年12月29日、RIZIN FIGHTING WORLD GRAND-PRIX 2016 無差別級トーナメント 2nd ROUNDで和田竜光と対戦し、カーフキックで何度もダウンするなど劣勢な展開が続き、0-3の判定負け。

### UFC
2018年12月2日、UFC初参戦となったUFC Fight Night: dos Santos vs. Tuivasaでイライアス・ガルシアと対戦し、3-0の判定勝ち。ファイト・オブ・ザ・ナイトを受賞した。
2019年8月31日、UFC Fight Night: Andrade vs. Zhangでフライ級ランキング14位のマーク・デ・ラ・ロサと対戦し、3-0の判定勝ち。
2019年12月14日、UFC 245でフライ級ランキング5位のブランドン・モレノと対戦し、0-3の判定負け。
2020年9月27日、UFC 253でフライ級ランキング9位のブランドン・ロイバルと対戦し、ギロチンチョークで2R一本負け。敗れはしたものの、ファイト・オブ・ザ・ナイトを受賞した。
2021年3月6日、UFC 259でフライ級ランキング8位のホジェリオ・ボントリンと対戦。グラウンドの攻防で劣勢に立たされるも、右ストレートで逆転の1RTKO勝ち。パフォーマンス・オブ・ザ・ナイトを受賞した。
2021年12月11日、UFC 269で元UFC世界バンタム級王者のコーディ・ガーブラントと対戦し、右フックで1RTKO勝ち。パフォーマンス・オブ・ザ・ナイトを受賞した。
2022年3月26日、UFC on ESPN: Blaydes vs. Daukausでフライ級ランキング2位のアスカル・アスカロフと対戦し、3-0の判定勝ち。
2022年7月30日、UFC 277のUFC世界フライ級暫定王座決定戦でフライ級ランキング1位のブランドン・モレノと約2年7カ月ぶりに再戦し、左ミドルキックでダウンを奪われパウンドで3RTKO負け。王座獲得に失敗したものの、ファイト・オブ・ザ・ナイトを受賞した。
2023年6月3日、UFC on ESPN: Kara-France vs. Albaziでフライ級ランキング7位のアミル・アルバジと対戦し、1-2の判定負け。しかし、海外MMAメディアサイトの採点では21人中19人の記者がカラ＝フランスの勝利を支持するなど物議を醸す判定となった。
2024年8月18日、1年2カ月ぶりの復帰戦となったUFC 305でフライ級ランキング7位のスティーブ・エルセグと対戦し、左フックでダウンを奪い、追撃の右ストレートで1RTKO勝ち。パフォーマンス・オブ・ザ・ナイトを受賞した。

## 戦績

### プロ総合格闘技
| 総合格闘技 戦績 | 総合格闘技 戦績 | 総合格闘技 戦績 | 総合格闘技 戦績 | 総合格闘技 戦績 | 総合格闘技 戦績 | 総合格闘技 戦績 |
| --------------- | --------------- | --------------- | --------------- | --------------- | --------------- | --------------- |
| 38 試合         | (T)KO           | 一本            | 判定            | その他          | 引き分け        | 無効試合        |
| 25 勝           | 12              | 3               | 10              | 0               | 0               | 1               |
| 12 敗           | 3               | 4               | 5               | 0               | 0               | 1               |

| 勝敗 | 対戦相手                       | 試合結果                               | 大会名                                                              | 開催年月日     |
| ×    | アレッシャンドリ・パントージャ | 3R 1:55 リアネイキドチョーク           | UFC 317: Topuria vs. Oliveira 【UFC世界フライ級タイトルマッチ】     | 2025年6月28日  |
| ○    | スティーブ・エルセグ           | 1R 4:04 TKO（右ストレート）            | UFC 305: du Pressis vs. Adesanya                                    | 2024年8月18日  |
| ×    | アミル・アルバジ               | 5分5R終了 判定1-2                      | UFC on ESPN 46: Kara-France vs. Albazi                              | 2023年6月3日   |
| ×    | ブランドン・モレノ             | 3R 4:34 TKO（左ミドルキック→パウンド） | UFC 277: Peña vs. Nunes 2 【UFC世界フライ級暫定王座決定戦】         | 2022年7月30日  |
| ○    | アスカル・アスカロフ           | 5分3R終了 判定3-0                      | UFC on ESPN 33: Blaydes vs. Daukaus                                 | 2022年3月26日  |
| ○    | コーディ・ガーブラント         | 1R 3:21 TKO（右フック）                | UFC 269: Oliveira vs. Poirier                                       | 2021年12月11日 |
| ○    | ホジェリオ・ボントリン         | 1R 4:55 TKO（右ストレート）            | UFC 259: Błachowicz vs. Adesanya                                    | 2021年3月6日   |
| ×    | ブランドン・ロイバル           | 2R 0:48 ギロチンチョーク               | UFC 253: Adesanya vs. Costa                                         | 2020年9月27日  |
| ○    | タイソン・ナム                 | 5分3R終了 判定3-0                      | UFC Fight Night: Felder vs. Hooker                                  | 2020年2月23日  |
| ×    | ブランドン・モレノ             | 5分3R終了 判定0-3                      | UFC 245: Usman vs. Covington                                        | 2019年12月14日 |
| ○    | マーク・デ・ラ・ロサ           | 5分3R終了 判定3-0                      | UFC Fight Night: Andrade vs. Zhang                                  | 2019年8月31日  |
| ○    | ハウリアン・パイバ             | 5分3R終了 判定2-1                      | UFC 234: Adesanya vs. Silva                                         | 2019年2月10日  |
| ○    | イライアス・ガルシア           | 5分3R終了 判定3-0                      | UFC Fight Night: dos Santos vs. Tuivasa                             | 2018年12月2日  |
| ○    | シー・シャオユー               | 1R リアネイキドチョーク                | Glory of Heroes: New Zealand vs China                               | 2018年3月4日   |
| ○    | チュヘイフー・フオイシバイ     | 5分3R終了 判定3-0                      | W.A.R.S. 19                                                         | 2017年11月11日 |
| ○    | アオル・チレン                 | 5分3R終了 判定3-0                      | W.A.R.S. 14                                                         | 2017年5月20日  |
| ○    | ウー・ジー                     | 1R 2:01 TKO                            | W.A.R.S. 13                                                         | 2017年4月22日  |
| ○    | ホドルフォ・マルケス           | 3R 2:59 KO（右フック）                 | Hex Fight Series 8                                                  | 2017年3月31日  |
| ×    | 和田竜光                       | 5分3R終了 判定0-3                      | RIZIN FIGHTING WORLD GRAND-PRIX 2016 無差別級トーナメント 2nd ROUND | 2016年12月29日 |
| ○    | クリサント・ピットピットゥンジ | 3R 0:00 TKO（パンチ連打）              | Pacific Xtreme Combat 52                                            | 2016年3月18日  |
| ○    | ジョシュ・ドゥエナス           | 1R 0:22 TKO（パンチ連打）              | Pacific Xtreme Combat 50                                            | 2015年12月4日  |
| ○    | シャンタラム・マハラジ         | 1R 1:33 TKO（パンチ連打）              | Bragging Rights 7 【KOZフライ級タイトルマッチ】                     | 2015年9月27日  |
| ○    | ディンド・カマンサ             | 1R 0:12 TKO（パンチ連打）              | Malaysian Invasion: Mixed Martial A'rr                              | 2015年6月1日   |
| ○    | チャン・イク・ファン           | 1R 0:08 TKO（右フック→パウンド）       | PRO Fighting 10                                                     | 2015年5月9日   |
| ×    | ジュマイ・アイデン             | 5分3R終了 判定0-3                      | Kunlun Fight 18                                                     | 2015年1月18日  |
| ×    | マーク・ストリーグル           | 1R 2:10 リアネイキドチョーク           | Malaysian Invasion 2: Grand Finals                                  | 2014年10月25日 |
| ×    | グスタヴォ・ファルシローリ     | 1R 4:55 ブラボチョーク                 | AFC 9 【AFCバンタム級タイトルマッチ】                               | 2014年5月17日  |
| ○    | ウー・タイイン                 | 5分3R終了 判定3-0                      | Kunlun Fight 1                                                      | 2014年1月25日  |
| △    | グスタヴォ・ファルシローリ     | 2R 3:20 ノーコンテスト                 | AFC 7                                                               | 2013年12月14日 |
| ○    | ウー・タイイン                 | 1R 1:54 ギロチンチョーク               | Bandung Fighting Club                                               | 2013年10月23日 |
| ○    | ユディ・カヤディ               | 5分3R終了 判定3-0                      | Bandung Fighting Club                                               | 2013年9月29日  |
| ○    | キム・ホジュン                 | 1R 3:44 KO（左ハイキック→パウンド）    | PRO Fighting 8                                                      | 2013年8月4日   |
| ×    | ダナー・バットゲレル           | 5分3R終了 判定0-3                      | Legend Fighting Championship 11                                     | 2013年4月27日  |
| ○    | カレブ・ラリー                 | 5分3R終了 判定3-0                      | Rage in the Cage: MMA Fighting Championship                         | 2012年10月13日 |
| ○    | サム・チャン                   | 1R 3:21 ギロチンチョーク               | Legend Fighting Championship 10                                     | 2012年8月24日  |
| ×    | アグスティン・デラルミノ       | 3R 0:29 KO（パンチ連打）               | PRO Fighting 8                                                      | 2012年3月30日  |
| ×    | チャド・ジョージ               | 1R 2:04 KO（パンチ）                   | The Cage 2: USA vs. New Zealand                                     | 2011年12月2日  |
| ○    | レイ・カイティアナ             | 1R 0:00 TKO（パンチ連打）              | Supremacy Cage Fighting 7                                           | 2010年11月7日  |

### 総合格闘技エキシビション
| 勝敗 | 対戦相手                       | 試合結果          | 大会名                                        | 開催年月日    |
| ×    | アレッシャンドリ・パントージャ | 5分2R終了 判定0-3 | The Ultimate Fighter: Tournament of Champions | 2016年7月26日 |
| ○    | テレンス・ミッチェル           | 1R 0:30 KO        | The Ultimate Fighter: Tournament of Champions | 2016年7月13日 |

### アマチュア総合格闘技
| 勝敗 | 対戦相手       | 試合結果          | 大会名                            | 開催年月日     |
| ○    | ルーク・ミラー | 3分3R終了 判定3-0 | FIGHT SHOP NEW ZEALAND HEXECUTION | 2010年10月30日 |

## 獲得タイトル
- KOZフライ級王座（2015年）

## 表彰
- UFCファイト・オブ・ザ・ナイト（3回）
- UFCパフォーマンス・オブ・ザ・ナイト（3回）